# J. Ralph
Joshua Ralph (* 1975), besser bekannt als J. Ralph, ist ein Musiker, dessen Songs überwiegend durch Werbung verschiedener Unternehmen wie Porsche, Nike, Volkswagen und Volvo bekannt wurden.

## Leben
Da er nie eine musikalische Ausbildung hatte, fiel es ihm zunächst schwer, eigene Songs zu schreiben. Ralph ist jedoch dafür bekannt, das Spielen verschiedenster Instrumente innerhalb kürzester Zeit zu erlernen. Dazu gehören unter anderem Oboe, Saxophon, Triangel, Mundharmonika und Kazoo. Diese ermöglicht ihm, polyphone Instrumentalstücke zu schreiben. Außerdem arbeitete er bereits mit einem 56-köpfigen Orchester zusammen, das in dem Song Untitled 17 besonders auffallend ist und hauptsächlich aus Mitgliedern der New York Philharmonic Symphony besteht. Es wurden zwei seiner CDs veröffentlicht: The Illusionary Movements of Geraldine and Nazu und Music to Mauzner By, die letztere unter dem Pseudonym Spy. Im Jahr 1999 wurde sein Song Won’t You Come Down auf dem Soundtrack zu dem Film Mystery Men erneut veröffentlicht, der bereits auf dem Album Spy vorhanden ist.
Ralph schrieb den Titelsong Kansas City Shuffle der Hollywood-Produktion Lucky Number Slevin. Sein Studio befindet sich in einem ehemaligen Stummfilm-Kino in Manhattan.
Für sein Lied Before My Time (gesungen von Scarlett Johansson) im US-amerikanischen Dokumentarfilm Chasing Ice war er bei der Oscarverleihung 2013 erstmals in der Kategorie Bester Song nominiert. 2016 wurde er für Manta Ray aus dem Film Racing Extinction gemeinsam mit Anohni erneut für den Oscar nominiert. Für das Lied The Empty Chair, der für Brian Oakes’ Dokumentarfilm Jim Foley – Realität des Terrors verwendet wurde, erhielt er 2017 gemeinsam mit Sting seine dritte Oscar-Nominierung.
Als Komponist war er für die Musik zum Film Film Stars Don’t Die in Liverpool (2017) verantwortlich.

## Filmografie (Auswahl)
- 1999: Music to Mauzner By
- 2005: The Illusionary Movements Of Geraldine And Nazu
- 2006: Lucky Number Slevin
- 2007: Black White + Gray: A Portrait of Sam Wagstaff and Robert Mapplethorpe
- 2008: Man on Wire
- 2009: Die Bucht
- 2010: Jean-Michel Basquiat: The Radiant Child
- 2011: Hell and Back Again
- 2011: Wretches & Jabberers
- 2011: Deepest Dive: the Story of the Trieste
- 2012: Maladies
- 2012: Chasing Ice (Oscar-Nominierung: Bester Filmsong für Before My Time)
- 2012: Turned Towards The Sun
- 2013: Finding Vivian Maier
- 2014: Garnet's Gold
- 2014: Virunga
- 2014: Meru
- 2015: Racing Extinction (Oscar-Nominierung: Bester Filmsong)
- 2016: Jim Foley – Realität des Terrors (Jim: The James Foley Story, Oscar-Nominierung: Bester Filmsong)
- 2017: Film Stars Don’t Die in Liverpool